# Schiltron
Der Schiltron ist eine mittelalterliche Gefechtsformation, bei der die Soldaten dicht an dicht gedrängt stehen und ihre Spieße so auf den Angreifer richten, dass ein vom Gegner schwer zu durchbrechender „Wall“ entsteht. Damit ähnelt sie vom Prinzip her den antiken Phalanx-Formationen, mit dem Unterschied, dass die beim Schiltron eingesetzten Spieße nach allen Seiten weisen, um einen Flankenangriff (hauptsächlich durch Kavallerie) zu verhindern.
Die Schiltron-Formation wurde ursprünglich von schottischen Heerführern während der Schottischen Unabhängigkeitskriege entwickelt, um die Unterlegenheit ihrer Infanterie gegenüber den stärker bewaffneten und besser ausgebildeten englischen Rittern auszugleichen. Erstmals wurde sie bei der Schlacht von Stirling Bridge am 11. September 1297 angewendet, die die schottischen Truppen nicht zuletzt durch diese Aufstellung für sich entscheiden konnten.
Hauptvorteil gegenüber losen Formationen oder Schlachtreihen war der durch die Aufstellung gegebene Lanzenwall, der ein Angreifen durch Kavallerie und Infanterie sehr erschwerte. Auch hatte es der besser ausgerüstete Gegner so mit einer geschlossen kämpfenden Einheit zu tun, die die gegnerischen Soldaten unter Zuhilfenahme ihrer langen Spieße leicht auf Abstand halten konnte, bei Bedarf jedoch gemeinsam angriff. Weiterhin wird wohl die preisgünstige Ausrüstung der Truppen, die jeweils nur ihren Spieß und keine teuren Schwerter oder Rüstungen benötigten, eine Rolle gespielt haben.
Diese Formation setzte jedoch ein hohes Maß an Disziplin voraus, die vor der Schlacht hauptsächlich durch wiederholtes Exerzieren und während der Schlacht durch die Formation überwachende Sergeanten gewährleistet wurde. Ließen sich einzelne Männer der Formationen dazu hinreißen, diese zu verlassen, um sich dem Kampf „Mann gegen Mann“ zu stellen oder fliehende Feinde zu verfolgen, wurden sie meist schnell niedergemacht.
Weil man andere Truppenteile wie Kavallerie und Bogenschützen außerhalb der Schiltron-Formationen aufstellte, wurden sie zu einem lohnenden und leichten Ziel für die gegnerische Kavallerie. Der Schiltron war außerdem sehr anfällig gegenüber Pfeilbeschuss, da die Männer dicht gedrängt standen und ein großer Teil von ihnen dem Gegner den ungeschützten Rücken oder die Seite zuwandte. Dies ist, zusammen mit der relativen Unbeweglichkeit, einer der Gründe, warum sie sich nie in großem Maßstab auf den Schlachtfeldern des Mittelalters durchsetzen konnte.  
Später findet man Aufstellungen mit ähnlichem taktischen Grundgedanken. Beim Schildwall oder den Pikenierformationen späterer Jahrhunderte, wie dem Tercio oder den Gewalthaufen, sollte die eigene Kavallerie Flankenangriffe des Gegners verhindern. Im Falle des Tercios und ähnlicher Formationen wurden zu diesem Zweck auch Arkebusiere eingesetzt.